# Ministre-président de Saxe-Anhalt
Le ministre-président de Saxe-Anhalt (en allemand : Ministerpräsident von Sachsen-Anhalt) est le chef du gouvernement du Land de Saxe-Anhalt.

## Historique des titulaires
| Nom                               | Nom               | Parti | Dates                                                         | Cabinets   | Majorité       |
| --------------------------------- | ----------------- | ----- | ------------------------------------------------------------- | ---------- | -------------- |
| Administration militaire puis RDA |                   |       |                                                               |            |                |
|                                   | Erhard Hübener    | LDPD  | 16 juillet 1945 – 13 août 1949 (4 ans et 28 jours)            | Hübener I  | Pas d'élection |
| Hübener II                        | Erhard Hübener    | LDPD  | 16 juillet 1945 – 13 août 1949 (4 ans et 28 jours)            | 107 / 109  |                |
|                                   | Werner Bruschke   | SED   | 13 août 1949 – 23 juillet 1952 (2 ans, 11 mois et 10 jours)   | 107 / 109  | Bruschke I     |
| Bruschke II                       | Werner Bruschke   | SED   | 13 août 1949 – 23 juillet 1952 (2 ans, 11 mois et 10 jours)   | 71 / 110   |                |
| Allemagne réunifiée               |                   |       |                                                               |            |                |
|                                   | Gerd Gies         | CDU   | 28 octobre 1990 – 4 juillet 1991 (8 mois et 6 jours)          | Gies       | 62 / 106       |
|                                   | Werner Münch      | CDU   | 4 juillet 1991 – 28 novembre 1993 (2 ans, 4 mois et 24 jours) | Münch      | 62 / 106       |
|                                   | Christoph Bergner | CDU   | 2 décembre 1993 – 21 juillet 1994 (7 mois et 19 jours)        | Bergner    | 62 / 106       |
|                                   | Reinhard Höppner  | SPD   | 21 juillet 1994 – 16 mai 2002 (7 ans, 9 mois et 25 jours)     | Höppner I  | 41 / 99        |
| Höppner II                        | Reinhard Höppner  | SPD   | 21 juillet 1994 – 16 mai 2002 (7 ans, 9 mois et 25 jours)     | 47 / 116   |                |
|                                   | Wolfgang Böhmer   | CDU   | 16 mai 2002 – 19 avril 2011 (8 ans, 11 mois et 3 jours)       | Böhmer I   | 65 / 115       |
| Böhmer II                         | Wolfgang Böhmer   | CDU   | 16 mai 2002 – 19 avril 2011 (8 ans, 11 mois et 3 jours)       | 64 / 97    |                |
|                                   | Reiner Haseloff   | CDU   | Depuis le 19 avril 2011 (13 ans, 11 mois et 4 jours)          | Haseloff I | 67 / 105       |
| Haseloff II                       | Reiner Haseloff   | CDU   | Depuis le 19 avril 2011 (13 ans, 11 mois et 4 jours)          | 46 / 87    |                |
| Haseloff III                      | Reiner Haseloff   | CDU   | Depuis le 19 avril 2011 (13 ans, 11 mois et 4 jours)          | 56 / 97    |                |